# Diocèse de Tula
Le diocèse de Tula (en latin : Dioecesis Tullanensis ; en espagnol : Diócesis de Tula) est un diocèse de l'Église catholique du Mexique, suffragant de l'archidiocèse de Tulancingo.

## Territoire

Le diocèse de Tula en rouge sur la carte du Mexique

Il comprend 28 municipalités de l'État d'Hidalgo ce qui correspond à un territoire d'une superficie de 8 289 km2 divisé en 50 paroisses.
Le siège épiscopal est dans la ville de Tula où se trouve la cathédrale Saint-Joseph (es), ce saint étant le patron du diocèse.

## Historique
Le diocèse est érigé le 27 février 1961 par la constitution apostolique Postulant quandoque du pape Jean XXIII en prenant une partie du territoire du diocèse de Tulancingo (aujourd'hui archidiocèse) et de l'archidiocèse de Mexico.
Nommé suffragant de l'archidiocèse de Mexico lors de sa création, il intègre la province ecclésiastique de l'archidiocèse de Tulancingo le 25 novembre 2006 en vertu de la constitution apostolique Mexicani populi du pape Benoît XVI.

## Évêques
- José de Jesús Sahagún de la Parra (22 mai 1961 - 11 septembre 1985), nommé évêque de Ciudad Lázaro Cárdenas
- José Trinidad Medel Pérez (22 mai 1986 - 4 mars 1993), nommé archevêque de Durango
- Octavio Villegas Aguilar (27 avril 1994 - 29 décembre 2005), nommé évêque auxiliaire de Morelia
- Juan Pedro Juárez Meléndez, depuis le 12 octobre 2006